# Dansktoppen
Dansktoppen är en hitlista i Danmarks Radio. Den startades 1 september 1968, och programmet sänds numera i DR P5 på lördagar.